# Stalag III-B
Le Stalag III-B était situé dans l'actuelle ville d’Eisenhüttenstadt (anciennement Fürstenberg-sur-Oder), en Allemagne, à l'actuelle frontière  polonaise. C'est un camp de travail pour les prisonniers de guerre américains, britanniques, italien et français.

## Commandos de travail rattachés (Arbeits-Kommando)
Il existait un nombre important de kommandos rattachés au Stalag III B. Chaque Kommando était numéroté. Par exemple, le AK 672 était situé à Peitz en Allemagne. Il était constitué de 170 prisonniers de guerre. Les prisonniers travaillaient dans une usine de caoutchouc (Gummifabrik).

## Source
- Site sur le Stalag IIIB de Fürstenberg sur Oder :
- Le Stalag IIIB de Fürstenberg sur Oder vu par les Russes :
- Coordonnées : 52° 09′ 55″ N, 14° 38′ 50″ E